# Lac Sabetta
Le lac Sabetta (en italien, Lago Sabetta) est un lac artificiel formé à la suite de la construction, pour produire de l'électricité, d'un barrage sur le cours du Bussento, un petit fleuve de l'Italie méridionale de 37 km de long, qui prend sa source à 900 m d'altitude dans le massif du Cervati.

## Localisation
Le lac Sabetta est situé sur le territoire de la commune de Caselle in Pittari, dans la province de Salerne, à l'intérieur du Parc national du Cilento et du Val de Diano (Parco Nazionale del Cilento e Vallo di Diano).

## Historique
Le barrage a été construit en 1958 par l'Enel (Ente Nazionale per l'Energia Elettrica), principal producteur d'énergie électrique italien pour alimenter une centrale hydroélectrique souterraine implantée sur le territoire de la commune voisine de Morigerati.

## Description
Le barrage interrompt le cours principal du Bussento à environ 20 km de sa source, pour former le réservoir du lac Sabetta, à 316 m d'altitude, qui a une capacité de 650 000 m3.

## Source de traduction
- (it) Cet article est partiellement ou en totalité issu de l’article de Wikipédia en italien intitulé « Lago Sabetta » (voir la liste des auteurs).